# Charivari

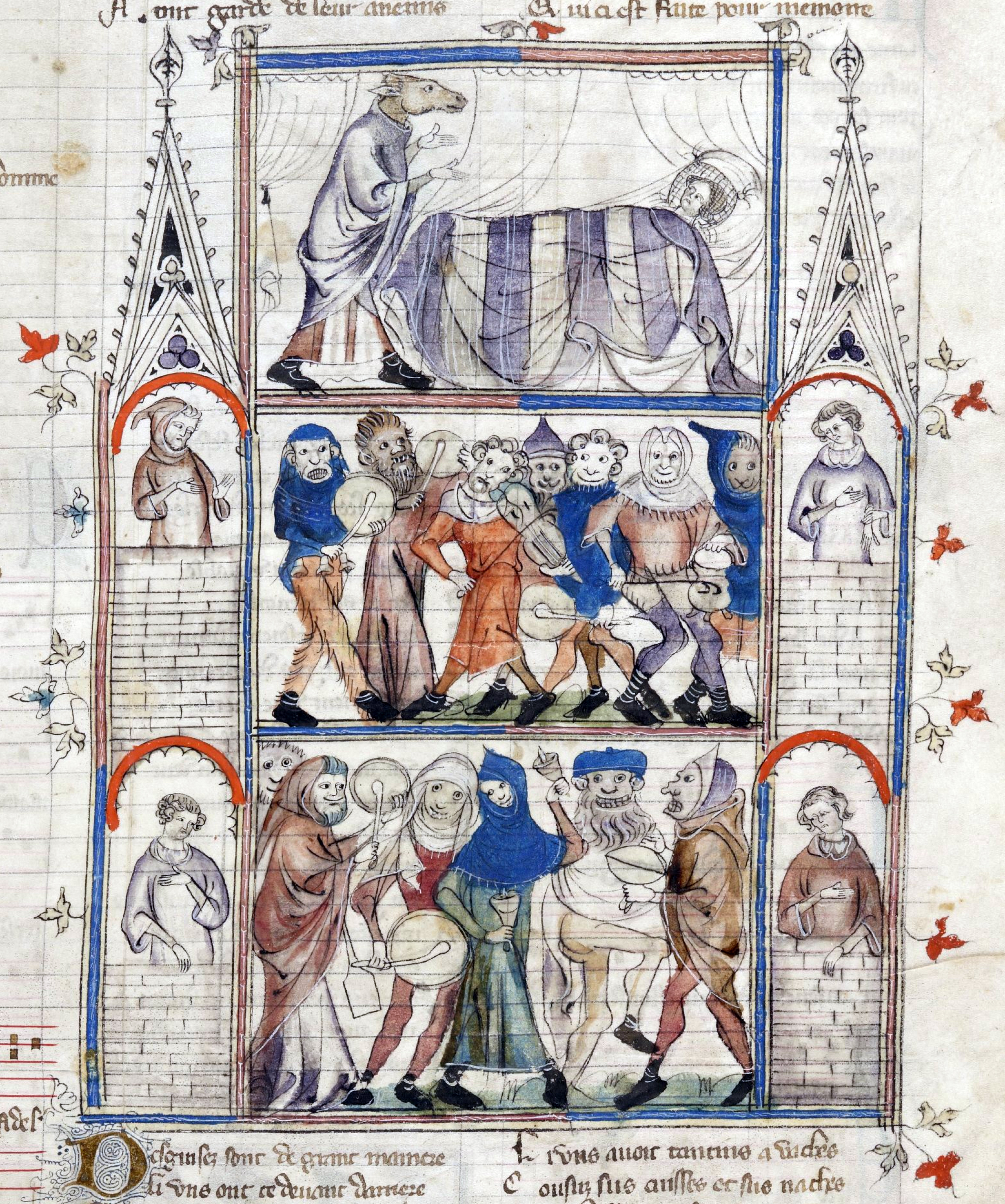
Przedstawienie charivari na kartach rękopisu Roman de Fauvel (BNF Fr149)

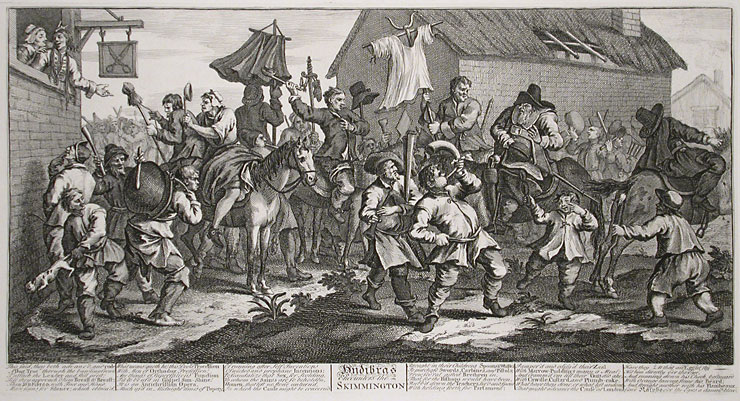
Skimmington, ilustracja autorstwa Williama Hogartha, XVIII w. (druk z 1822)

Charivari – ludowy zwyczaj notowany od czasów średniowiecznych na terenach m.in. Niemiec, Francji, Włoch, Wysp Brytyjskich, później także w Ameryce. Polegał na spontanicznym, publicznym piętnowaniu zachowań niezgodnych z zasadami lokalnych społeczności, poprzez organizację głośnych, wulgarnych pochodów i demonstracji ośmieszających winowajcę.  

## Etymologia
Słowo charivari pojawia się w źródłach pod koniec XIII wieku. Ustalenie etymologii napotyka trudności; jako najprawdopodobniejsze wymienia się pochodzenie od łacińskiego słowa caribaria (ból głowy). Henry i Renée Kahane opowiadali się za hebrajskim źródłosłowem wyrażenia, a korzeni zwyczaju doszukiwali się w rytuałach żydowskich bractw pogrzebowych habura kaddisha/hevra kaddisha, które chrześcijańscy mieszkańcy Europy mieli podpatrzeć i w prześmiewczy sposób przejąć.

## Do XIX w.
Natalie Zemon-Davis początków tradycji doszukuje się we francuskich obrzędach weselnych. Pierwsze znane przedstawienie wizualne charivari umieszczono w jednym z rękopisów Roman de Fauvel z ok. 1317, zaś opis wydarzenia zawarty jest w tekście romansu. W latach późniejszych motyw występował m.in. w Le Mariage forcé Moliera i Platée Jeana-Philippe’a Rameau.
Tradycję kultywowano zarówno w środowiskach wiejskich, jak i w miastach. Pochodom towarzyszyła często tzw. kocia muzyka oraz układane na tę okazję prześmiewcze pieśni i wiersze, o charakterze wulgarnym i obscenicznym. Organizowano je na kształt karykaturalnych procesji i rewii wojskowych. Znana jest XVII-wieczna relacja przebiegu takiego pochodu z terenu Włoch, w której wymieniono instrumenty, na jakich wygrywano kocią muzykę: dzwonki, grzechotki, rogi i trąby, ale też garnki i inne naczynia. Najczęściej celem pochodów był dom ofiary, pod którym następnie urządzano hałas, trwający niekiedy kilka dni; w niektórych przypadkach osoba będąca celem charivari musiała opłacić haracz na rzecz uczestników pochodu. Okup stanowić miał symboliczną ofiarę za popełnione przewinienie. W innych wypadkach charivari traktowano jako narzędzie społecznego ostracyzmu, a pochody i hałasy urządzano tak długo, aż ofiara opuści społeczność, z której została wykluczona.
Do przewinień, które bywały piętnowane poprzez charivari, należały np. cudzołóstwo lub posiadanie nieślubnych dzieci. Często społeczności karały w ten sposób za złe traktowanie współmałżonka, np. bicie żony. Z drugiej strony karano także mężów, którzy nie potrafili wymusić na swojej małżonce respektu. Ponadto piętnowano w ten sposób wdowy, które decydowały się zawrzeć powtórne małżeństwo. Podobnie odnoszono się w stosunku do przypadków, w których różnica wieku między małżonkami była znacząca. Na charivari narażone były osoby, których życie intymne łamało w jakiś sposób normy przyjęte w społeczności, np. homoseksualiści. Karano również ludzi, których przyłapano na pracy w dni świąteczne. Głównym celem charivari w jego średniowiecznej i nowożytnej odmianie było poniżenie i ośmieszenie członka społeczności, który w jej oczach nie stosował się do powszechnie przyjętych zasad moralnych. Kocią muzykę z elementami charivari odprawiano pod domami niepopularnych przedstawicieli  lokalnej władzy, szczególnie często w większych miastach.
Uczestnikami pochodów byli najczęściej młodzi mężczyźni, zazwyczaj kawalerowie, często będący członkami lokalnych, nieformalnych stowarzyszeń młodzieży (takie samoorganizujące się stowarzyszenia funkcjonowały we Francji od XII wieku). Charivari, według niektórych historyków powiązane z tradycją karnawału (a w każdym razie często odbywające się w trakcie rozmaitych festynów i zabaw), przeradzało się niekiedy w rozboje i tumulty. Nie wolne było od aktów bezpośredniej przemocy, jak obrzucanie domostwa kamieniami. Mogło stanowić formę spontanicznego protestu przeciwko odgórnemu porządkowi. XVII-wieczni badacze doszukiwali się w zwyczaju starożytnych, greckich bądź rzymskich, korzeni, z kolei lokalne duchowieństwo uznawało rytuał za pogański i niebezpieczny. Kościół zakazywał uczestnictwa  w charivari pod groźbą ekskomuniki. Jednym z głównych źródeł do dziejów tego zwyczaju są statuty synodalne i inne dokumenty zakazujące charivari. Zakaz uczestnictwa w tej tradycji wydał także w 1681 król Ludwik XIV. Oddolny zwyczaj był postrzegany przez władze jako groźny. W niektórych społecznościach tradycja przyjmowała bardziej zinstytucjonalizowany wymiar, na kształt doraźnego sądu lokalnego lub samosądu. Mogła służyć jako sposób społecznego radzenia sobie z sytuacją skandalu bądź forma samoregulującej się sprawiedliwości, zwłaszcza w nieoczywistych dla oficjalnego prawa kwestiach życia intymnego czy obyczajów.
W Anglii lokalna forma charivari znana była pod nazwą skimmington, rough music lub ridings.  We Włoszech zachowały się informacje o zbliżonym zwyczaju znanym jako cocciata, scocciata bądź scampanata. W Niemczech podobne zwyczaje określano jako haberfeld-treiben, thierjagen bądź po prostu katzenmusik. W zależności od regionu i czasu charivari różniły się od siebie znacznie; w niektórych społecznościach np. urządzano je, kiedy nielubiana lokalnie osoba opuszczała miasto albo kiedy skazany przestępca odprowadzany był do karceru bądź na miejsce kaźni. W innych przypadkach ofiarę zmuszano do wzięcia udziału w pochodzie, w takiej sytuacji mogła być – dla ośmieszenia – przebrana albo obwożona na ośle, w odwrotnej pozycji (twarzą w kierunku ogona). Czasami prowadzono podobiznę ofiary (którą niekiedy publicznie palono) albo innego człowieka odgrywającego jej rolę. Charivari mogły przybierać formę zbliżoną do spontanicznego ulicznego teatru. Niektórzy uczestnicy nosili maski uniemożliwiające rozpoznanie ich.

## XIX–XX w.
Wśród francuskich i angielskich kolonistów w Ameryce zwyczaj, znany tam jako chivaree bądź shivaree, zmienił swój wydźwięk i stanowił często formę żartobliwedo świętowania towarzyszącego lokalnym wydarzeniom, przede wszystkim ślubom. Był praktykowany do XX wieku, zarówno w Ameryce, jak i Europie, często wiązał się z symbolicznym porwaniem panny młodej; niekiedy zabawy tego typu kończyły się waśniami, bijatykami czy strzelaninami, stąd zwyczaj krytykowano w prasie jako niecywilizowany i wsteczniczy.
Ze względu na popularność i charakter zwyczaju charivari, termin ten w latach późniejszych stosowano np. we Francji na określenie szyderczego humoru (stąd m.in, tytuł magazynu satyrycznego "Le Charivari" założonego w 1832), bądź też kakofonii i chaosu. Motyw charivari został wykorzystany m.in. w popularnym musicalu Oklahoma! z 1943. W wymiarze naukowym fenomen charivari spotkał się z zainteresowaniem m.in. Claude’a Lévi-Straussa i Michaiła Bachtina, a w latach późniejszych badany był przez E.P. Thompsona i Natalie Zemon-Davis.